# سیارک ۵۶۲۳
سیارک ۵۶۲۳ (به انگلیسی: 5623 Iwamori، نامگذاری:1990UY) پنج هزار و ششصد و بیست و سومین سیارک کشف شده‌است که در ۲۰ اکتبر ۱۹۹۰ کشف شد.
قدر مطلق سیارک برابر ۱۱٫۷۰ است.